# Ирменгарда Анжуйская (ум. 1146)
Ирменгарда Анжуйская (фр. Ermengarde d'Anjou; 1068 — 1 июня 1146) — супруга герцога Аквитании Гильома IX (1089—1090), а с 1093 года супруга герцога Бретани Алена IV.

## Биография
Была старшим ребёнком графа Анжуйского Фулька IV Ле Решена и его первый жены Хильдегарды де Божанси, дочери Ланцелина II де Божанси. Получила церковное образование, благодаря чему выросла благочестивой и очень религиозной.
В 1089 году Ирменгарда вышла замуж за герцога Аквитанского Гильома IX. Супруги прожили в браке более года, после чего развелись по неизвестным причинам, как сообщается из-за её характера или бесплодия. После расторжения брака она была отправлена к отцу, где она прожила в течение нескольких лет.
Примерно в 1093 году она во второй раз была выдана замуж за герцога Бретани Алена IV. У супругов было трое детей (2 сына и дочь), старший из которых Конан III (1095—1148) после смерти отца унаследовал его титул. Когда её муж участвовал в Первом крестовом походе, Ирменгарда в течение пяти лет с 1096 по 1101 годы управляла герцогством, показав себя успешной правительницей и поддерживая в Бретани стабильность. После возвращения из крестового похода, Ирменгарда управляла герцогством вместе с мужем, до 1112 года, когда Ален IV ушёл в монастырь и она стала править уже вместе с сыном Конаном III.
В последующие годы она стала монахиней и основательницей двух монастырей во Франции и церкви, в Наблусе, который посетила во время визита к младшему брату Фульку Иерусалимскому, который правил Иерусалимским королевством. 
Скончалась 1 июня 1146 года в Иерусалиме, где проживала в монастыре Святой Анны; по другим данным в аббатстве Сен-Совер-де-Редон, где и была похоронена рядом со вторым мужем.